# الدوري الكويتي 1988–89
أقيمت بطولة الدوري الكويتي الثامنة والعشرون في موسم 1988/1989، وقد شارك في البطولة 8 فرق، وقد فاز نادي العربي الكويتي بلقب البطولة للمرة الثالثة عشر في تاريخه والثانية على التوالي.

## ترتيب الفرق
| الفريق                | لعب | فاز | تعادل | خسر | له | عليه | النقاط |
| --------------------- | --- | --- | ----- | --- | -- | ---- | ------ |
| نادي العربي الكويتي   | 14  | 12  | 2     | 0   | 17 | 1    | 26     |
| نادي كاظمة            | 14  | 7   | 3     | 4   | 13 | 6    | 17     |
| نادي الكويت           | 14  | 5   | 5     | 4   | 17 | 12   | 15     |
| نادي القادسية الكويتي | 14  | 6   | 2     | 6   | 19 | 14   | 14     |
| نادي السالمية         | 14  | 5   | 4     | 5   | 10 | 10   | 14     |
| نادي الجهراء          | 14  | 3   | 5     | 6   | 10 | 15   | 11     |
| نادي النصر الكويتي    | 14  | 3   | 2     | 9   | 9  | 22   | 8      |
| نادي الفحيحيل         | 14  | 2   | 3     | 9   | 6  | 21   | 7      |

## أرقام من البطولة
- أكثر الفرق تحقيقا للفوز هو نادي العربي الكويتي ب12 فوز.
- أقل الفرق تحقيقا للفوز هو نادي الفحيحيل بفوزين.
- أقل الفرق تعرضا للتعادل هم نادي العربي الكويتي ونادي القادسية الكويتي ونادي النصر الكويتي بتعادلين.
- أكثر الفرق تحقيقا للتعادل هم نادي الكويت ونادي الجهراء ب5 تعادلات.
- أقل الفرق تعرضا للخسارة هو نادي العربي الكويتي حيث لم يخسر.
- أكثر الفرق تعرضا للخسارة هم نادي النصر الكويتي ونادي الفحيحيل ب9 خسائر.
- أكثر الفرق تسجيلا للأهداف هو نادي القادسية الكويتي ب19 هدف.
- أقل الفرق تسجيلا للأهداف هو نادي الفحيحيل ب6 أهداف.
- أكثر الفرق استقبالا للأهداف هو نادي النصر الكويتي ب22 هدف.
- أقل الفرق استقبالا للأهداف هو نادي العربي الكويتي بهدف واحد.